# USS Gravely (DDG-107)
USS Gravely (DDG-107) — 57-й эскадренный миноносец из серии запланированных к 13 сентября 2002 г. 62 эсминцев УРО типа «Арли Бёрк», строительство которых было одобрено Конгрессом США.

## История строительства
Киль эсминца был заложен 26 ноября 2007 года на судоверфи Ingalls Shipbuilding. Эскадренный миноносец «Грейвели» назван в честь вице-адмирала Сэмюэля Ли Грейвели Младшего (англ. Samuel Lee Gravely Jr.).
Церемония вступления эсминца «Грейвели» в состав ВМС США состоялась 20 ноября 2010 года.

## История службы
17 июня 2016 года, находясь в Средиземном море в эскорте авианосца «Гарри Труман», эсминец совершил опасное сближение с российским сторожевым кораблём «Ярослав Мудрый», в связи с чем российские и американские официальные лица обвинили друг друга в опасном и непрофессиональном маневрировании.
31 января 2024 года, был обстрелян хуситами.